# Hashtag

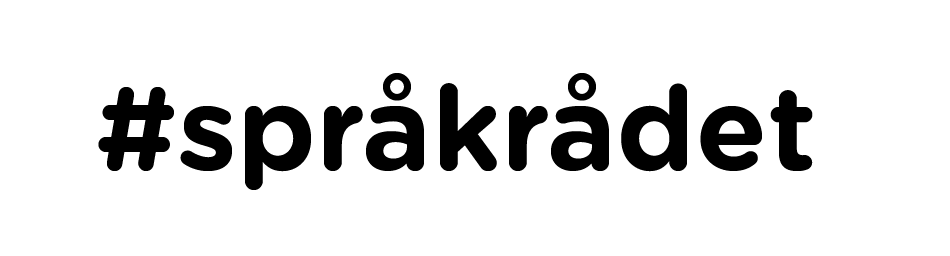
En hashtag för Språkrådet.

En hashtag (av engelska hash, namn på skrivtecknet fyrkant, och tag, "etikett" eller "märkning"), hashtagg eller fyrkantstagg är detsamma som ett nummertecken (#) följt av ett taggnamn. Ordet hash är ett begrepp i sig för "uppkok på något gammalt".
Hashtaggar används på många plattformar för sociala medier för att göra ett inlägg sökbart genom att användaren kategoriserar eller taggar sina inlägg enligt formen: #hashtagnamn. På så sätt kan andra användare söka inlägg tillhörande till exempel en specifik diskussion eller ett visst ämnesområde, till exempel #politik eller #semester.
Hashtaggar används bland annat vid mikrobloggande på de sociala plattformarna Twitter, Facebook och Instagram. Hashtaggar används dessutom ofta när någon vill lansera en kampanj eller "satsning" och kan vara unikt utformade för ett särskilt ändamål, såsom #melfest för Twitterinlägg om Melodifestivalen. En undersökning visade 2018 att under det senaste året hade 15 procent av de svenska internetanvändarna deltagit i en hashtag-kampanj. Tre gånger fler kvinnor än män hade deltagit.
Även om hashtaggar funnits tidigare, bland annat på IRC, så var det på Twitter som funktionen fick bred spridning, där infördes de 23 augusti 2007. I juli 2009 blev  inlägg med hashtaggar länkade på Twitter, innan dess fick användarna använda sökmotorn för att hitta inlägg med samma hashtag.